# (91554) 1999 RZ215
(91554) 1999 RZ215 est un objet transneptunien d'un diamètre est estimé à 122 km.